# Hassan Rouholamin
 (juillet 2024).
La mise en forme du texte ne suit pas les recommandations de Wikipédia : il faut le « wikifier ».
Les points d'amélioration suivants sont les cas les plus fréquents :
- Les titres sont pré-formatés par le logiciel. Ils ne sont ni en capitales, ni en gras.
- Le texte ne doit pas être écrit en capitales (les noms de famille non plus), ni en gras, ni en italique, ni en « petit »…
- Le gras n'est utilisé que pour surligner le titre de l'article dans l'introduction, une seule fois.
- L'italique est rarement utilisé : mots en langue étrangère, titres d'œuvres, noms de bateaux, etc.
- Les citations ne sont pas en italique mais en corps de texte normal. Elles sont entourées par des guillemets français : « et ».
- Les listes à puces sont à éviter, des paragraphes rédigés étant largement préférés. Les tableaux sont à réserver à la présentation de données structurées (résultats, etc.).
- Les appels de note de bas de page (petits chiffres en exposant, introduits par l'outil «  Source ») sont à placer entre la fin de phrase et le point final[comme ça].
- Les liens internes (vers d'autres articles de Wikipédia) sont à choisir avec parcimonie. Créez des liens vers des articles approfondissant le sujet. Les termes génériques sans rapport avec le sujet sont à éviter, ainsi que les répétitions de liens vers un même terme.
- Les liens externes sont à placer uniquement dans une section « Liens externes », à la fin de l'article. Ces liens sont à choisir avec parcimonie suivant les règles définies. Si un lien sert de source à l'article, son insertion dans le texte est à faire par les notes de bas de page.
- La présentation des références doit suivre les conventions bibliographiques. Il est recommandé d'utiliser les modèles {{Ouvrage}}, {{Chapitre}}, {{Article}}, {{Lien web}} et/ou {{Bibliographie}}. Le mode d'édition visuel peut mettre en forme automatiquement les références.
- Insérer une infobox (cadre d'informations à droite) n'est pas obligatoire pour parachever la mise en page.

Pour une aide détaillée, merci de consulter Aide:Wikification.
Si vous pensez que ces points ont été résolus, vous pouvez retirer ce bandeau et améliorer la mise en forme d'un autre article.
 (juillet 2024).
Hassan Rouholamin (en persan : حسن روح الامین), né le 16 octobre 1985 à Téhéran, est un peintre iranien. Il est connu pour ses peintures réalistes d'événements religieux. 

## Biographie
Hassan Rouholamin s'intéresse à la peinture depuis son enfance grâce à son frère et commence ses études d'art à l'Académie des Beaux-Arts de Téhéran . Plus tard, il est allé à l'Université d'art Shahed et a poursuivi ses études en peinture. Sa thèse de licence portait sur l'Achoura, et plus tard, il a repris ce thème religieux dans ses œuvres et a fait des événements islamo-chiites célèbres le sujet de ses œuvres. 
En 2006, il remporte le deuxième prix du festival des arts visuels Youth Art. La première exposition personnelle de Rouholamin a eu lieu en 2017 sous le titre « Al Haq Ma'a Ali » au Centre culturel de Niavaran. Ses œuvres ont été exposées en Allemagne et en Irak. Après Berlin, l'exposition des peintures d'Achoura de Hasan RouholAmin, intitulée "L'Arche du Salut", s'est tenue au Centre chiite italien de Rome.

## Œuvres
- Après Abbas
- Début du silence
- Le dernier soldat de l'armée
- Les ruines de Sham
- es-tu mon frère
- Ali Akbar
- L'excuse de la création
- plus doux que le miel
- Le désir de Gabriel[6]

## Prix et distinctions
- 2017 Nommé pour le prix « Visage de l'année », La Semaine des arts de la révolution islamique[7]
- 2016 Nommé pour le prix « Visage de l'année », La Semaine des arts de la révolution islamique
- 2012 Lauréat du prix « Flying Pen », Institut pour le développement intellectuel des enfants et des jeunes adultes, Iran
- 2010 2e prix d'illustration, Festival des arts visuels d'Azadegan, Iran
- 2008 1er prix de peinture, Festival des arts visuels pour jeunes artistes, Iran,
- 2008 1er prix d'illustration, Festival des arts visuels pour jeunes artistes, Iran,

## Expositions
- 2018 Centre Islamique et Culturel de Belgique (CIBC), Belgique[8]
- 2018 Le but de la création, Maison de la culture iranienne, France
- 2018 La vérité est avec Ali, Centre culturel Niavaran, Iran
- 2016 Centre islamique de Hambourg, Allemagne
- 2019 Avec la coopération conjointe du "Centre Islamique de France", de l'Institut Allemand "Arbain 40", du Centre Islamique de l'Imam Mahdi d'Italie et de la consultation culturelle de l'Ambassade de la République Islamique d'Iran à Rome, Rome, Italie